# Anii 1510
Secole: Secolul al XV-lea - Secolul al XVI-lea - Secolul al XVII-lea
Decenii: Anii 1460 Anii 1470 Anii 1480 Anii 1490 Anii 1500 - Anii 1510 - Anii 1520 Anii 1530 Anii 1540 Anii 1500 Anii 1560
Ani: 1510 | 1511 | 1512 | 1513 | 1514 | 1515 | 1516 | 1517 | 1518 | 1519